# ينس شرايبر
ينس شرايبر (بالألمانية: Jens Schreiber)‏ هو سباح ألماني، ولد في 26 أغسطس 1982 في أولدنبورغ في ألمانيا.

## وصلات خارجية
- ينس شرايبر على موقع الاتحاد الدولي للسباحة (الإنجليزية)
- ينس شرايبر على موقع SwimRankings.net (الإنجليزية)
- ينس شرايبر على موقع اللجنة الأولمبية الدولية (الإنجليزية)
- ينس شرايبر على موقع أوليمبيديا (الإنجليزية)